# Харша (Кашмір)
Харша (бл. 1059 — 1101) — 6-й самраат (володар) Кашмірської держави з династії Лохара у 1089—1101 роках.

## Життєпис
Син магарджи Калаши. Засвідченням сучасників був обдарований, освічений, разом з тим жадібним до влади. Посів трон 1089 року після смерті свого старшого брата Уткарши.
Згідно історика Калхани зруйнував індуїстські і буддійські храми. Він шанував божеств Ранасваміну та Мартанду. Можливо намагався впровадити якусь синкретичну віру на протистояння ісламу, що закріпився у Пенджабі. Полюбляв музику і патронував мистецтву.
У 1089 році вдалося приєднати до Кашміру князівство Лохару, яке до того було самостійним. Водночас постійна боротьба з Газневідами та розкішний спосіб життя виснажував скарбницю. За його часів мусульман вперше масово приймали до армії, а згодом і до адміністрації.
1099 року впровадив нові податки, що спричинило загальне невдоволення. При цьому самраат вступив у конфлікт з кашмірськими феодалами (дамарами), що призвело до тривалої внутрішньої колотнечі. У відповідь застосував репресії. Формальною причиною став інтимний зв'язок з рідними сестрами Кусал і Вартакар, манія величі і тиранію. В останньому ймовірно знайшла відбиток спроба приоркати жорстокими заходами владу дамарів.
1101 року зазнав поразки, столицю Срінагар було захоплено, Харшу та його сина Бходжу було вбито, а його сестер-дружин спалено у палаці. З ними припинила існування Перша династія Лохара. Переможні війська дамарів поставили на трон Кашміру представника бокової гілки династії — Уккалу.